# European VLBI Network
Le réseau VLBI européen (European VLBI Network, EVN) est un réseau de radiotélescopes situés principalement en Europe et en Asie, avec des antennes supplémentaires en Afrique du Sud et à Porto Rico, qui effectue des observations à très haute résolution angulaire de sources radio cosmiques en utilisant l'interférométrie à très longue base (VLBI). Dans les années 2020, l'EVN est le réseau VLBI le plus sensible au monde et le seul capable d'effectuer des observations en temps réel. Le réseau est coordonné par l'Institut commun pour le VLBI ERIC (en) (JIVE), qui fournit à la fois un soutien scientifique aux utilisateurs et des installations pour la corrélation.
L'EVN mène une politique ouverte au niveau de l'accessibilité des installations, permettant à chacun de proposer une observation via le réseau.

## Télescopes de l'EVN
À un certain moment, le réseau EVN a compté 22 installations :
| Nom                                                    | Taille des coupoles    | Lieu                                                  | Opérateur                                                                                 |
| ------------------------------------------------------ | ---------------------- | ----------------------------------------------------- | ----------------------------------------------------------------------------------------- |
| Radiotélescope d'Effelsberg                            | 100 mètres             | Effelsberg (de) (Allemagne)                           | Institut Max-Planck de radioastronomie                                                    |
| Westerbork Synthesis Radio Telescope                   | 12 x 25 mètres         | Westerbork (Pays-Bas)                                 | ASTRON (en)                                                                               |
| Radiotélescope de Sardaigne                            | 64 mètres              | San Basilio (Italie)                                  | Institut national d'astrophysique                                                         |
| Télescope Lovell                                       | 76 mètres              | Goostrey (Cheshire, Royaume-Uni)                      | Observatoire de Jodrell Bank                                                              |
| Radiotélescope de Cambridge                            | 32 mètres              | Observatoire de radioastronomie Mullard (Royaume-Uni) | Observatoire de Jodrell Bank                                                              |
| Radiotélescope Mark II                                 | 25 mètres              | Goostrey (Cheshire, Royaume-Uni)                      | Observatoire de Jodrell Bank                                                              |
| Observatoire radio de Medicina (en)                    | 32 mètres              | Medicina (Italie)                                     | Institut national d'astrophysique                                                         |
| Observatoire spatial d'Onsala                          | 25 mètres et 20 mètres | Onsala (Suède)                                        | Université de technologie Chalmers                                                        |
| Ventspils International Radio Astronomy Centre (en)    | 32 mètres et 16 mètres | Ventspils (Irbene, Lettonie)                          | Institut des sciences appliquées de Ventspils (en)                                        |
| Observatoire radio de Noto (en)                        | 32 mètres              | Noto (Italie)                                         | Institut national d'astrophysique                                                         |
| Institut d'astronomie de Toruń (en)                    | 32 mètres              | Toruń (Pologne)                                       | Université Nicolas-Copernic                                                               |
| Observatoire radio de Metsähovi                        | 14 mètres              | Kirkkonummi (Finlande)                                | Université Aalto                                                                          |
| Radiotélescope de Sheshan                              | 25 mètres              | Sheshan (Shanghaï, Chine)                             | Observatoire astronomique de Shanghaï                                                     |
| Observatoire astronomique du Xinjiang (en)             | 25 mètres              | Ürümqi (Chine)                                        |                                                                                           |
| Observatoire national espagnol (en)                    | 40 mètres et 14 mètres | Yebes (Guadalajara, Espagne)                          | Institut géographique national                                                            |
| Radiotélescope de Wettzell                             | 20 mètres              | Allemagne                                             | Office fédéral de la Cartographie et de la Géodésie / université de technologie de Munich |
| Madrid Deep Space Communications Complex               | 70 mètres et 34 mètres | Robledo de Chavela (Espagne)                          | INTA / NASA / JPL                                                                         |
| Observatoire de radioastronomie de Hartebeesthoek      | 26 mètres              | Hartebeesthoek (Afrique du Sud)                       | Fondation nationale pour la recherche d'Afrique du Sud                                    |
| Observatoire astronomique d'Arecibo                    | 305 mètres             | Arecibo (Porto Rico)                                  | SRI International / USRA / UMET (en)                                                      |
| Observatoire de radioastronomie de Svetloe (eo)        | 32 mètres              | oblast de Léningrad (Russie)                          | Institut d'astronomie appliquée (en)                                                      |
| Observatoire radioastronomique de Zelenchuckskaya (eo) | 32 mètres              | Zelentchoukskaïa (Karatchaïévo-Tcherkessie, Russie)   | Institut d'astronomie appliquée                                                           |
| Observatoire de radioastronomie de Badary (eo)         | 32 mètres              | Badary (raïon de la Tounka, Bouriatie, Russie)        | Institut d'astronomie appliquée                                                           |

L'EVN effectue également des liaisons avec l'interféromètre MERLIN et le Very Long Baseline Array américain.

## e-EVN
Depuis 2004, l'EVN met en place des liaisons entre les installations à l'aide de réseaux internationaux de fibre optique, grâce à une technique connue sous le nom d'e-VLBI . Le projet EXPReS est ainsi conçu pour connecter des télescopes avec des liaisons en gigabit par seconde avec l'aide de différents organismes nationaux et internationaux tels GÉANT2. Ces connexions rapides permettent aux chercheurs d'effectuer des observations d'événements transitoires tels des éruptions de binaires X, des explosions de supernova et des sursauts gamma.
Les objectifs d'EXPReS sont de connecter jusqu'à 16 des radiotélescopes les plus sensibles du monde sur six continents au processeur de données central de JIVE.

## Histoire
L'EVN est créé en 1980 par un consortium regroupant cinq des principaux instituts de radioastronomie d'Europe (le Consortium européen pour le VLBI). Les partenaires travaillent à l'inclusion de nombreux instituts dotés de nombreux radiotélescopes dans plusieurs pays d'Europe occidentale, ainsi que des instituts associés en Russie, en Ukraine, en Chine et en Afrique du Sud. Des propositions pour un télescope supplémentaire en Espagne sont à l'étude[Quand ?].